# Manneville-la-Goupil
Manneville-la-Goupil é uma comuna francesa na região administrativa da Normandia, no departamento de Sena Marítimo. Estende-se por uma área de 8,79 km². Em 2010 a comuna tinha 1 042 habitantes (densidade: 118,5 hab./km²).